# NGC 1091
NGC 1091 est une galaxie spirale barrée relativement éloignée et située dans la constellation de l'Éridan. NGC 1091 a été découverte par l'astronome américain Francis Leavenworth en 1885.

## Caractéristiques
Sa vitesse par rapport au fond diffus cosmologique est de 8 623 ± 36 km/s, ce qui correspond à une distance de Hubble de 127,2 ± 8,9 Mpc (∼415 millions d'al).
À ce jour, une mesure non basée sur le décalage vers le rouge (redshift) donne une distance d'environ 107,000 Mpc (∼349 millions d'al). Cette valeur est à l'extérieur mais compatible avec les valeurs de la distance de Hubble. Notons cependant que c'est avec la valeur moyenne des mesures indépendantes, lorsqu'elles existent, que la base de données NASA/IPAC calcule le diamètre d'une galaxie et qu'en conséquence le diamètre de NGC 1091 pourrait être d'environ 48,4 kpc (∼158 000 al) si on utilisait la distance de Hubble pour le calculer.

## Groupe compact de Hickson 21
NGC 1091 fait partie du Groupe compact de Hickson sous l'entrée HCG 21 avec les galaxies NGC 1092, NGC 1098, NGC 1099 et NGC 1100.